# Tom Cole (Politiker)

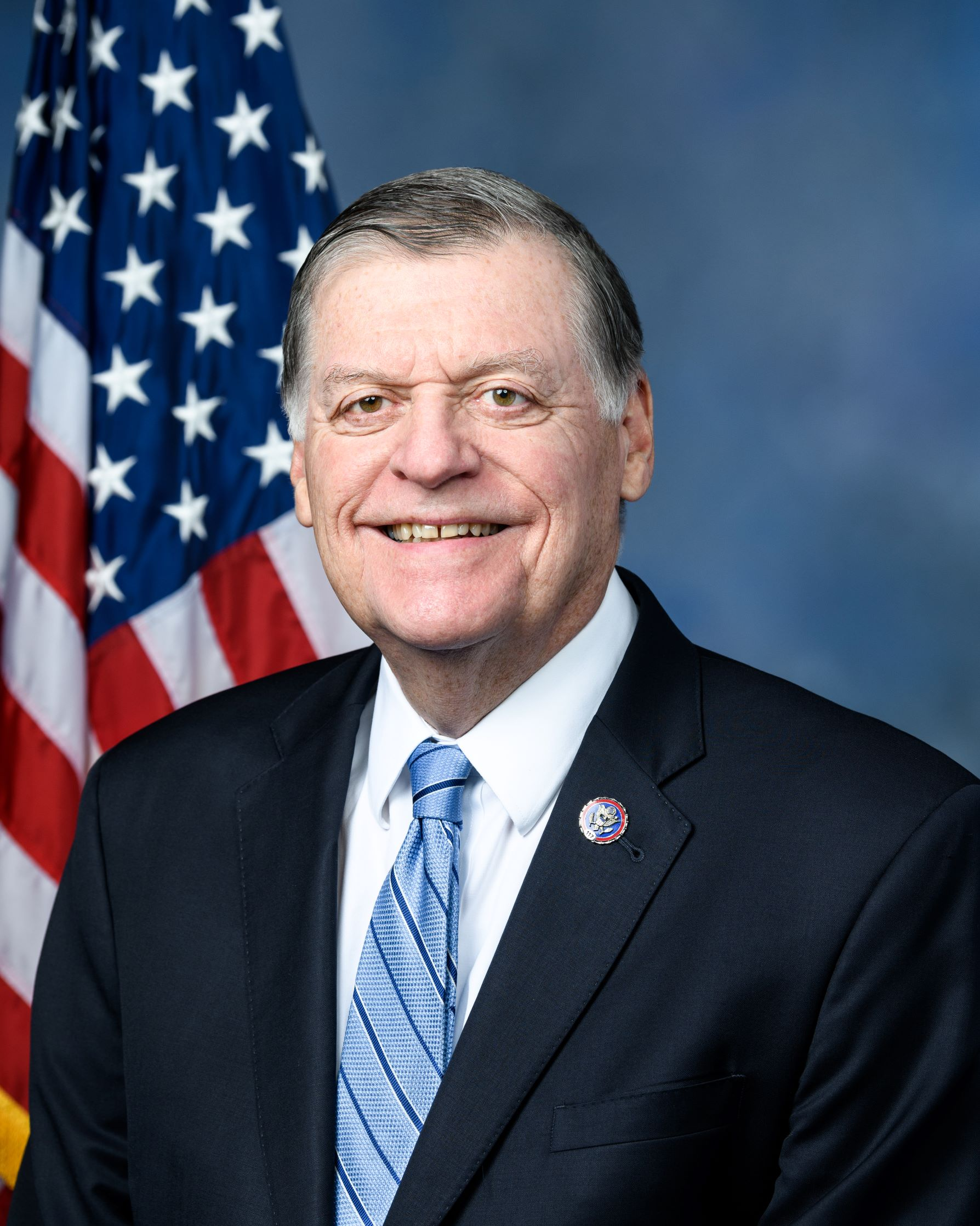
Tom Cole (2021)

Thomas Jeffery „Tom“ Cole (* 28. April 1949 in Shreveport, Caddo Parish, Louisiana) ist ein US-amerikanischer Politiker der Republikanischen Partei. Seit Januar 2003 vertritt er den vierten Distrikt des  Bundesstaats Oklahoma im US-Repräsentantenhaus. Er gehört der Chickasaw Nation an.

## Privatleben
Cole wurde in Shreveport, Louisiana geboren, und ist der Sohn von Helen Te Ata (geborene Gale) und John D. Cole. Er lebt in der fünften Generation in Oklahoma und ist aufgewachsen in Moore (Oklahoma). Seine Großtante Te Ata ist eine bekannte indianische Geschichtenerzählerin und Schauspielerin. Er machte seinen High-School-Abschluss in Moore und absolvierte in der Folge das Grinnell College in Iowa, wo er einen Bachelor erwarb, die Yale University, an der er den Master-Grad erhielt, und schließlich die University of Oklahoma, an der er zum Ph.D. promoviert wurde. In der Folge gehörte er sowohl der Fakultät dieser Universität als auch jener der Oklahoma Baptist University an. Cole ist eingetragenes Mitglied der Chickasaw.
Er ist verheiratet mit Ellen Cole und hat mit ihr den gemeinsamen Sohn Mason.

## Politik
Zwischen 1982 und 1984 arbeitete Cole im Stab des Kongressabgeordneten Mickey Edwards. In der Folge schlug er selbst eine politische Karriere ein; so stand er von 1985 bis 1989 der Republikanischen Partei von Oklahoma vor. Zwischen 1988 und 1991 saß er im Senat dieses Staates; von 1995 bis 1999 übte er dann das Amt des Secretary of State in der Regierung von Oklahoma aus.
Bei den Kongresswahlen des Jahres 2002 wurde er für den vierten Kongresswahlbezirk Oklahomas ins US-Repräsentantenhaus gewählt, wobei er sich mit rund 54 % der Stimmen gegen den Demokraten Darryl Roberts durchsetzte. Nachdem er bei allen folgenden neun Wahlen zwischen 2004 und 2020, jeweils bestätigt wurde, kann er sein Mandat bis heute ausüben. Er wurde danach immer mit mehr als 63 % der Stimmen wiedergewählt. Sein bestes Ergebnis erzielte er bei den Wahlen 2014 mit 70,8 %, und das schlechteste Wiederwahlergebnis hatte er im Jahr 2018 mit 63,1 % der Stimmen. Seine aktuelle, insgesamt elfte Legislaturperiode im Repräsentantenhaus des 118. Kongresses läuft noch bis zum 3. Januar 2025.
Als Mitglied des Stammes der Chickasaw ist er, gemeinsam mit Markwayne Mullin und drei weiteren, einer von derzeit (2022) nur fünf Nachfahren kontinentalamerikanischer Ureinwohner im Kongress.
Die Primary (Vorwahl) seiner Partei für die Wahlen 2022 am 28. Juni konnte er mit 69,7 % deutlich gewinnen. Er trat am 8. November 2022 gegen Mary Brannon von der Demokratischen Partei an. Er konnte die Wahl mit 66,8 % der Stimmen für sich entscheiden und war dadurch auch im Repräsentantenhaus des 118. Kongresses vertreten. In der Vorwahl zur Kongresswahl 2024 zum 119.Kongress forderte ihn der Geschäftsmann Paul Bondar in einem der teuersten Vorwahlkämpfe der Wahlperiode heraus. Bondar argumentierte, dass Cole als Vorsitzender des Bewilligungsausschusses mitschuldig an der Staatsverschuldung der Vereinigten Staaten sei. Cole konnte sich gegen Bondar und drei weitere Kandidaten mit 64,6 % durchsetzen. In der Hauptwahl im November 2024 besiegte er die Demokratin Mary Brannon und den Unabhängigen James Stacy mit 65,2 %. Tom Coles derzeitige Legislaturperiode im Repräsentantenhaus des 119. Kongresses dauert noch bis Januar 2027.

### Ausschüsse
Cole ist aktuell Mitglied in folgenden Ausschüssen des Repräsentantenhauses:
- Committee on Appropriations
  - Defense
  - Labor, Health and Human Services, Education, and Related Agencies (Ranking Member)
- Committee on Rules (Ranking Member)
  - Expedited Procedures
  - Legislative and Budget Process
  - Rules and Organization of the House

Zuvor war er auch Mitglied im Committee on the Budget Cole war von 2007 bis 2009 Vorsitzender des National Republican Congressional Committee. Außerdem ist er Mitglied in über 40 Caucuses.

### Abstimmungsverhalten im Repräsentantenhaus
Am 29. Oktober 2019 stimmte Cole als einer von elf Abgeordneten des Repräsentantenhauses gegen die Resolution, die die Ermordung und Deportation der Armenier im Osmanischen Reich als Völkermord klassifizierte.
Cole gehörte zu den Mitgliedern des Repräsentantenhauses, die bei der Auszählung der Wahlmännerstimmen bei der Präsidentschaftswahl 2020 für die Anfechtung des Wahlergebnis stimmten. Präsident Trump hatte wiederholt propagiert, dass es umfangreichen Wahlbetrug gegeben hätte, so dass er sich als Sieger der Wahl sah. Für diese Behauptungen wurden keinerlei glaubhafte Beweise eingebracht. Der Supreme Court wies eine entsprechende Klage mit großer Mehrheit ab, wobei sich auch alle drei von Trump nominierten Richter gegen die Klage stellten.